# Конкурентное сотрудничество в бизнесе
Конкурентное сотрудничество в бизнесе (англ. Co-opetition: A Revolution Mindset that Combines Competition and Cooperation) — научно-популярная книга Адама М. Бранденбургера и Барри Дж. Нейлбаффа о совместной конкуренции, бизнес-стратегии и теории игр. Первоначально книга была издана Crown Business 1 мая 1996 года. По состоянию на 2015 год книга всё ещё доступна в 9-м тираже.

## Обзор
Конкуперация, или совместная конкуренция — это неологизм, придуманный для описания концепции сотрудничества между конкурентами. Конкуперация — это словослияние конкуренции и кооперации.
В тексте подробно обсуждается понятие сотрудничества, бизнес-стратегии, полученной из теории игр, чтобы продемонстрировать, когда конкурентам лучше работать вместе, чем сражаться друг с другом в соревновании. Авторы используют множество примеров, чтобы показать одновременное взаимодействие конкуренции и сотрудничества. Их исследование дополнило предыдущий отраслевой анализ, такой как модель пяти сил Майкла Портера, которая почти полностью сосредоточена на конкуренции между предприятиями.

## Реакция критики
В тот или иной момент каждый хочет, чтобы жизнь была более рациональной и научной. Тогда нам не пришлось бы тратить так много времени на телефонные разговоры с друзьями, разыгрывая сценарии возможностей, которые предлагает жизнь. Руководители корпораций не свободны от этого желания. Они тоже раскручивают сценарии из нижнего ряда. Должно быть, это была аудитория, которую имели в виду Адам М. Бранденбургер и Барри Дж. Нейлбафф, когда писали книгу «Co-opetition» о «стратегии теории игр, которая меняет правила игры в бизнесе», как они выразились. Г-н Бранденбургер, профессор Гарвардской школы бизнеса, и г-н Налебафф, который преподает в Йельской школе менеджмента, полагают, что бизнес может стать более конкурентоспособным, сотрудничая, отсюда и неологизм «co-opetition». … Авторы никогда не разъясняют, что отличает теорию игр от здравого смысла в бизнесе. Принятие решений — это как положительные, так и отрицательные стороны, сопоставление преимуществ и недостатков, объединение слабости с сильной стороной и иногда совершение чего-то «противоречащего интуиции», что на самом деле имеет полный смысл в контексте. Поскольку книга полна хороших историй, её трудно не рекомендовать, но читатели, интересующиеся наукой, скорее всего, будут разочарованы.
— обзор Strategy+Business.